# Shrewsbury Castle
Shrewsbury Castle är ett slott i Storbritannien.   Det ligger i staden Shrewsbury i grevskapet Shropshire och riksdelen England, i den södra delen av landet, 220 km nordväst om huvudstaden London. Shrewsbury Castle ligger 63 meter över havet.

## Beskrivning
Slottet är huvudsakligen byggt i röd sandsten. En slottsliknande byggnad uppfördes på platsen redan 1164, men den har till stor del rivits i samband med senare ombyggningar, framför allt åren 1300 och 1596. Viss ombyggnad, bland annat  av fönster, har dessutom skett på sent 1700-tal.

## Historia
Shrewsbury Castle var privatägt fram till 1924, då det köptes av Shropshire Horticultural Society, som skänkte slottet till staden. I samband därmed vidtog ett omfattande restaureringsarbete, och slottet öppnades för allmänheten 1926. 1985 inhystes Shropshire Regimental Museum i slottet. 2019 bytte museet namn till Soldiers of Shropshire Museum.
Slottet är en Grade I listed building, som är högsta klassen av byggnadsminnesmärke i Storbritannien.